# Centre culturel musulman de La Seyne-sur-Mer
La Grande Mosquée, également connue sous le nom de Centre Culturel Musulman, de La Seyne-sur-Mer est une mosquée située au nord de la commune française de La Seyne-sur-Mer (Var), dans le quartier Berthe. Il a ouvert ses portes aux fidèles en mai 2016.